# Viscum combreticola
Viscum combreticola là một loài thực vật có hoa trong họ Santalaceae. Loài này được Engl. miêu tả khoa học đầu tiên năm 1908.

## Hình ảnh

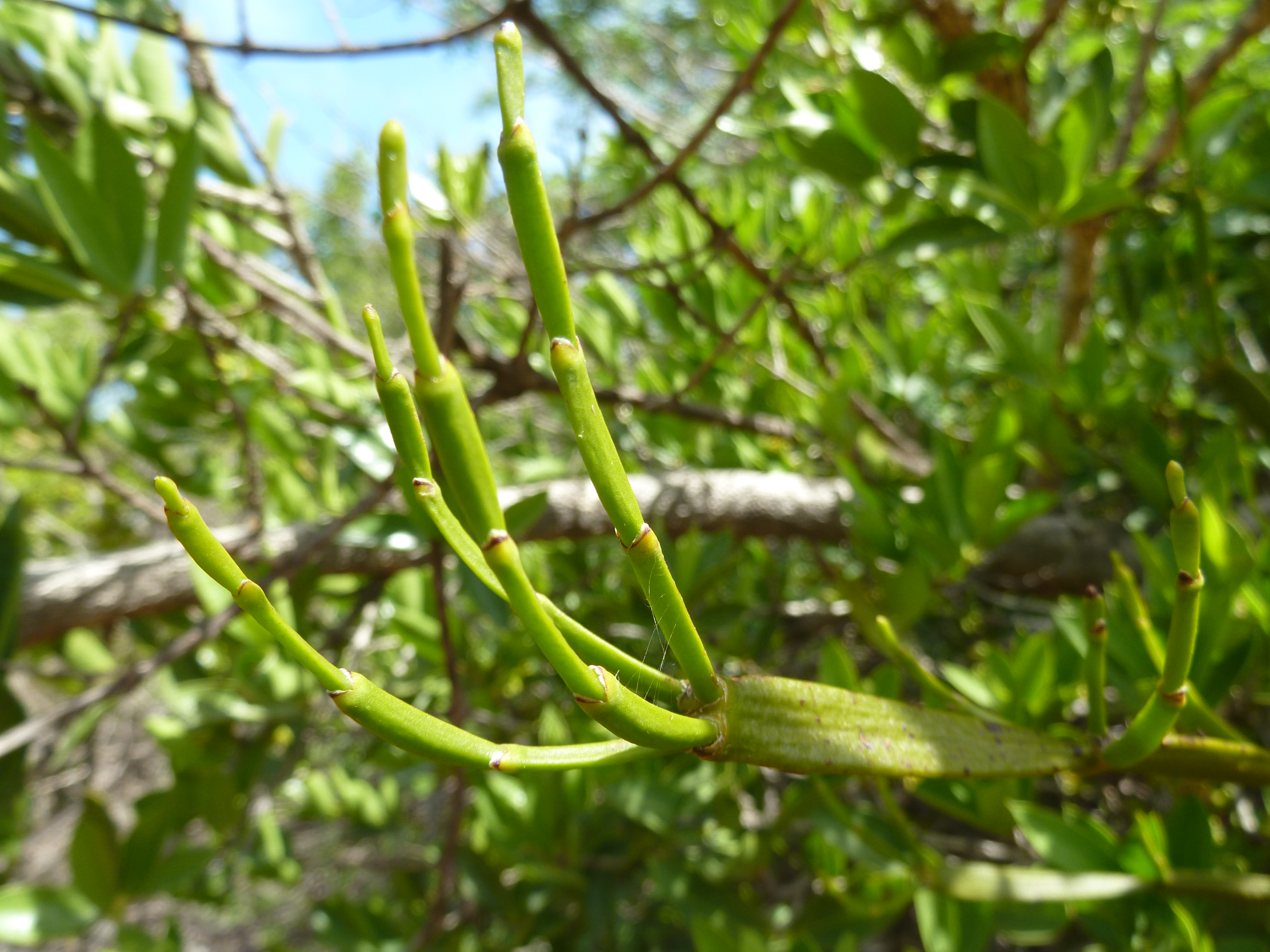